# Zatvoreno ostrvo
Zatvoreno ostrvo (engl. Shutter Island) je psihološki triler Martina Skorsezea iz 2010. sa Leonardom Dikapriom u glavnoj ulozi. Film je snimljen po istoimenom romanu Denisa Lehejna (engl. Dennis Lehane). Pripreme za film su započete u martu 2008. i bilo je planirano da premijera bude krajem 2009, ali su se snimanje i postprodukcija, usled ekonomske krize, odužili do 19. februara 2010.

## Radnja
Dvojica američkih šerifa, Tedi Danijels (Leonardo Dikaprio) i Čak Ojl (Mark Rafalo), odlaze 1954. u psihijatrijsku bolnicu Ešklif na jednom izolovanom ostrvu blizu Masačusetsa sa zadatkom da istraže slučaj Rejčel Solando (Emili Mortimer), pacijentkinje koja je nestala iz zatvorene sobe. Psihijatar, dr Džon Koli (Ben Kingsli), šef odseka, objašnjava da je nestala pacijentkinja hospitalizovana nakon nervnog sloma koji je doživela kada joj se utopilo troje dece. Istražitelji nailaze na mnoge poteškoće, a Danijelsu jedne noći njegova bivša žena, koja je poginula u požaru, u snu saopštava da je Rejčel još živa. Kasnije istražitelji dolaze do otkrića da se u Ešklifu vrše interesantni eksperimenti, što sve zajedno pogubno deluje na Danijelsovu psihu.

## Uloge
- Leonardo Dikaprio kao američi maršal Edvard Tedi Danijels
- Mark Rafalo kao američki maršal Čak Ojl
- Ben Kingsli kao dr Džon Koli[3]
- Mišel Vilijams kao Dolores Šanel Danijels[4]
- Emili Mortimer kao Rejčel Solando[5]
- Maks fon Sidou kao dr Džeremaja Nejring[5]
- Džeki Erl Hejli kao Džordž Nojs[5]
- Ted Levin kao čuvar[5]
- Džon Karol Linč kao zamenik čuvara Makfersona[5]
- Elijas Kotijas kao Endru Lejdis[5]
- Patriša Klarkson kao dr Rejčel Solando[6]

## Produkcija
O filmu se počelo razmišljati još 2003, kada je objavljen roman "Zatvoreno ostrvo". I Skorsezeu i Dikapriju, koji su pre ovog, sarađivali na tri filma, svideo se scenario. Film je sniman na lokacijama u Masačusetsu, Konektikatu i u Novoj Škotskoj u Kanadi. Snimanje filma je počelo u martu 2008. Muziku za film odabrao je Robi Robertson, gitarista i vođa bivše kanadske rok grupe Bend.

## Premijera
Planirano je da u SAD i Kanadi premijera filma bude 2. oktobra 2009. da bi Paramunt objavio da se premijera odlaže za februar 2010. Film je prvi put prikazan 13. februara 2010. na 60. Berlinskom međunarodnom filmskom festivalu.

### Kritički odjek
Po filmskom sajtu Rottentomatoes, film je od 219 kritičara dobio prosečnu ocenu 6,6. Sajt Metacritic je na osnovu mišljenja 37 kritičara, filmu dao ocenu 63 od 100.

### Prihod
Film je u prvoj nedelji prikazivanja zaradio 41 milion dolara,. a u drugoj 22.2 miliona dolara. Do sada je film zaradio 126.544.744 dolara u Severnoj Americi i 134.279.717 dolara u ostatku sveta, tako da ukupna zarada filma u svetu iznosi 260.824.461 dolara.

## Spoljašnje veze
- Službeni sajt Архивирано на веб-сајту  (18. април 2010)
- Zatvoreno ostrvo na veb-sajtu  (jezik: srpski)
- na sajtu  (jezik: engleski)
- na sajtu AllMovie (jezik: engleski)
- na sajtu  (jezik: engleski)
- na sajtu  (jezik: engleski)
- na veb-sajtu  (jezik: engleski)